# Espinavessa (Cabanelles)
Espinavessa és una de les diverses entitats de població que componen el terme municipal de Cabanelles, a la comarca catalana de l'Alt Empordà. Amb ocasió del cens de l'any 2011 tenia cinquanta-vuit habitants.
Aquesta entitat de població està situada al marge esquerre del riu Fluvià, a la confluència amb la riera de Sant Jaume. El poble formava part de la batllia de Navata fins al segle xvii. És un nucli de població compacte amb cases dels segles XVII-XVIII, queda proper del veïnat de la Palma. El terme d'aquest poble està desconnectat de la resta del municipi de Cabanelles per una àrea on conflueixen els termes municipals de Crespià i de Navata.
El poble d'Espinavessa (juntament amb el veïnat de La Palma) va ser incorporat al terme municipal de Crespià el 1846, però va ser transferit al de Cabanelles un any més tard, el 1847.

## Llocs d'interès
- Església parroquial de Sant Llorenç, de finals del segle xviii, però amb elements anteriors: carreu d'estil romànic, làpida gòtica del segle xiv i ossari del cavaller Bernat Sapalma del segle xiv.
- Al costat del poble hi ha la Font d'Espinavessa que està envoltada de vegetació i és un lloc tranquil on antigament la gent del poble anava a rentar la roba al safareig.
- Paratge del Desert, on s'hi troba un magnífic pi centenari, que la gent de la zona anomena Pi del Desert. A més del pi també hi ha una imatge de Sant Simforià, on antigament hi tenia lloc una romeria en honor seu.
- La Rectoria, edifici de finals del Segle XVIII.
- Can Parés, casa de pagès edificada als voltants de 1800.
- Can Turró, casa de pagès edificada cap al 1700.